# Hayastani Ankaxowt'yan Gavat'
La Hayastani Ankaxowt'yan Gavat' (in armeno Հայաստանի Անկախության Գավաթ?), meglio nota in italiano come Coppa dell'Indipendenza o Coppa d'Armenia, è la seconda competizione calcistica dell'Armenia per importanza dopo il campionato.
La sua prima edizione risale al 1992, quando la RSS Armena si staccò dall'Unione Sovietica divenendo uno Stato indipendente.
Nelle edizioni finora disputate, tutte con finali in gara unica (due di queste terminate con i tiri dal dischetto) si sono imposte le squadre della capitale Erevan, di Ararat e di Ashtarak.
La finale si gioca intorno al 27 maggio di ogni anno, anniversario dell'indipendenza del Paese. La vincitrice acquisisce il diritto di contendere alla squadra campione nazionale la supercoppa della stagione successiva.

## Statistiche

### Vittorie per club
| Squadra                   | Vittorie | Secondi posti | Anni vittorie                                                      |
| ------------------------- | -------- | ------------- | ------------------------------------------------------------------ |
| P'yownik                  | 8        | 3             | 1995-1996, 2002, 2004, 2009, 2010, 2012-2013, 2013-2014, 2014-2015 |
| Ararat                    | 6        | 2             | 1993, 1994, 1995, 1996-1997, 2008, 2020-2021                       |
| Mika Ashtarak/Mika Erevan | 6        | 2             | 2000, 2001, 2003, 2005, 2006, 2011                                 |
| Urartu                    | 4        | 6             | 1992, 2007, 2015-2016, 2022-2023                                   |
| Širak                     | 2        | 5             | 2011-2012, 2016-2017                                               |
| Tsement Ararat            | 2        | -             | 1998, 1999                                                         |
| Noah                      | 2        | 0             | 2019-2020, 2024-2025                                               |
| Ararat-Armenia            | 1        | 2             | 2023-2024                                                          |
| Alaškert                  | 1        | 1             | 2018-2019                                                          |
| Ganjasar                  | 1        | 1             | 2017-2018                                                          |
| Noravank                  | 1        | 0             | 2021-2022                                                          |